# Max Houben
Max Houben (* 5. Mai 1898 in Verviers; † 10. Februar 1949 in Lake Placid, New York/USA) war ein belgischer Leichtathlet und Bobsportler.

## Leichtathletik
Houben nahm bei den Olympischen Spielen 1920 in Antwerpen am 200-Meter-Lauf und mit der 4-mal-100-Meter-Staffel teil.

## Bobsport
In den 1920er Jahren wechselte Houben vom Sprint zum Bobsport. Er nahm zwischen 1928 und 1948 viermal an Olympischen Winterspielen teil. Bei den ersten Weltmeisterschaften nach dem Zweiten Weltkrieg 1947 in St. Moritz gewann er die Silbermedaille im Viererbob und Bronze im Zweierbob. Im folgenden Jahr gewann er bei den Olympischen Spielen 1948 an gleicher Stätte die Silbermedaille im Viererbob und war mit 49 Jahren und 278 Tagen der älteste Medaillengewinner bei Olympischen Winterspielen, bis ihn der kanadische Goldmedaillengewinner im Curling Russ Howard bei den Winterspielen 2006 in Turin im Alter von 50 Jahren und sieben Tagen übertraf. Houben verunglückte tödlich bei der Bob-Weltmeisterschaft 1949 in Lake Placid, als sein Bob aus einer Kurve geschleudert wurde.

## Andere Sportarten
Houben war neben seinen Hauptsportarten aktiver Fußballspieler und nahm als Automobilsportler am 24-Stunden-Rennen von Spa-Francorchamps teil.

## Erfolge
Weltmeisterschaften
- St. Moritz 1947: Bronze im Zweierbob, Silber im Viererbob

Olympische Spiele
- St. Moritz 1948: Silbermedaille im Viererbob